# Janówek (Jelenia Góra)
Pour les articles homonymes, voir Janówek.
Janówek est une localité polonaise de la gmina de Jeżów Sudecki, située dans le powiat de Jelenia Góra en voïvodie de Basse-Silésie.